# Wang Liping (Leichtathletin)
Wang Liping (chinesisch 王丽萍, Pinyin Wáng Lìpíng; * 8. Juli 1976 in Fengcheng, Provinz Liaoning) ist eine chinesische Geherin und Olympiasiegerin.
1998 wurde sie Dritte bei den nationalen chinesischen Meisterschaften im 10-km-Gehen. 2000 gewann sie die nationalen Meisterschaften im 20-km-Gehen. Bei den Olympischen Spielen 2000 in Sydney gewann sie beim 20-km-Gehen die Goldmedaille vor Kjersti Plätzer (NOR) und María Vasco (ESP).
Wang hat bei einer Größe von 1,64 m ein Wettkampfgewicht von 46 kg.